# The Commuter's Wife
The Commuter's Wife è un cortometraggio muto del 1912. Non si conosce il nome del regista del film prodotto dalla Edison.

## Produzione
Il film fu prodotto dalla Edison Manufacturing Company.

## Distribuzione
Distribuito dalla General Film Company, il film - un cortometraggio in una bobina - uscì nelle sale cinematografiche degli Stati Uniti il 7 febbraio 1912.